# لامزودو

لامزودو شهری در شهرستان دولوگو در استان بازگا در بورکینافاسوی مرکزی است و جمعیت آن ۱۷۰۷ نفر است.